# 上吴方村
上吴方村为位于中国浙江省杭州建德市大慈岩镇的一个方姓聚居村落，背靠玉华山，东北、西南分别接新叶村和李村。村内现存65座明清至民国时期的古建筑，大多集中在前塘和后塘附近，其中保存较好的有38座（含祠堂6座），均为徽派风格、砖木结构，主要有方正堂（该村方氏总堂，始建于明宣德十年（1435），现建筑为清乾隆时重建，该建筑亦为村落中轴线）、尚志堂、长弄堂、三乐堂、新厅南首私塾和仙翁庙等。